# Olimpíada de ajedrez de 1950
La IX Olimpíada de Ajedrez masculina se llevó a cabo en la ciudad de Dubrovnik (Yugoslavia, actual Croacia), del 20 de agosto al 11 de septiembre de 1950. Fue la primera olimpíada ajedrecística después de la Segunda Guerra Mundial, y participaron 16 equipos, disputándose un total de 480 partidas. 
El torneo fue disputado a cuatro tableros por equipo, participando un total de 84 jugadores, incluyendo 4 Grandes Maestros y 23 Maestros Internacionales.

## Resultados

### Clasificación general
| Pos. | País             | Puntos | Equipo                                                    |
| ---- | ---------------- | ------ | --------------------------------------------------------- |
|      | Yugoslavia       | 45½    | Gligorić, Pirc, Trifunović, Rabar, Vidmar (h), Puc        |
|      | Argentina        | 43½    | Najdorf, Bolbochán, Guimard, Rossetto, Pilnik             |
|      | Alemania Federal | 40½    | Unzicker, Schmid, Pfeiffer, Rellstab, Staudte             |
| 4    | Estados Unidos   | 40     | Reshevsky, Evans, Byrne, Bisguier, Koltanowski, Berliner  |
| 5    | Países Bajos     | 37     | Euwe, van Scheltinga, Prins Cortlever, Kramer, Donner     |
| 6    | Bélgica          | 32     | O'Kelly de Galway, Dunkelblum, Devos, Thibaut, van Schoor |

### Medallas individuales

#### Primer tablero
| Pos. | Jugador              | País             | Puntos | Partidas |
| ---- | -------------------- | ---------------- | ------ | -------- |
|      | GM Miguel Najdorf    | Argentina        | 11     | 14       |
|      | MI Wolfgang Unzicker | Alemania Federal | 10     | 13       |
|      | GM Samuel Reshevsky  | Estados Unidos   | 8½     | 11       |

#### Segundo tablero
| Pos. | Jugador              | País             | Puntos | Partidas |
| ---- | -------------------- | ---------------- | ------ | -------- |
|      | MI Julio Bolbochán   | Argentina        | 11½    | 14       |
|      | Lothar Schmid        | Alemania Federal | 9      | 12       |
|      | MI Nicolas Rossolimo | Francia          | 9      | 12       |

#### Tercer tablero
| Pos. | Jugador             | País             | Puntos | Partidas |
| ---- | ------------------- | ---------------- | ------ | -------- |
|      | MI Petar Trifunović | Yugoslavia       | 10     | 13       |
|      | MI Lodewijk Prins   | Países Bajos     | 6½     | 10       |
|      | Gerhard Pfeiffer    | Alemania Federal | 7      | 11       |

#### Cuarto tablero
| Pos. | Jugador               | País         | Puntos | Partidas |
| ---- | --------------------- | ------------ | ------ | -------- |
|      | MI Braslav Rabar      | Yugoslavia   | 12½    | 15       |
|      | MI Nicolaas Cortlever | Países Bajos | 8½     | 11       |
|      | MI Héctor Rossetto    | Argentina    | 7½     | 12       |
|      | Nils Bergkvist        | Suecia       | 7½     | 12       |

#### Primer tablero de reserva
| Pos. | Jugador             | País             | Puntos | Partidas |
| ---- | ------------------- | ---------------- | ------ | -------- |
|      | MI Herman Pilnik    | Argentina        | 7½     | 10       |
|      | Hans Lambert        | Austria          | 8      | 12       |
|      | George Kramer       | Estados Unidos   | 7½     | 12       |
|      | Hans-Hilmar Staudte | Alemania Federal | 7½     | 12       |

#### Segundo tablero de reserva
| Pos. | Jugador            | País           | Puntos | Partidas |
| ---- | ------------------ | -------------- | ------ | -------- |
|      | Larry Melvyn Evans | Estados Unidos | 9      | 10       |
|      | Jan Donner         | Países Bajos   | 4½     | 8        |